# 帕那镇
帕那镇（藏語：བྲག་ནག་），是中华人民共和国西藏自治区那曲市安多县下辖的一个乡镇级行政单位。

## 行政区划
帕那镇下辖以下地区：
帕纳社区、扎烈金村、土若村和甲格卡岗村。